# マセラティ・メラク
メラク（Merak ）はイタリアのマセラティで1972年から1982年まで生産販売された2+2の4人乗り高級スポーツカーである。

## スタイル・機構
1972年モンディアル・ド・ロトモビルにて発表。マセラティ・ボーラの弟分的存在として、ボーラをベースに当時のマセラティの親会社、シトロエンと共同開発された。開発コードはティーポ122。
デザインはボーラと同じくジョルジェット・ジウジアーロが担当。ボディの大半をボーラと共有しており、サイズではボーラとほぼ変わらず、外観上も前から見るとボーラとの差異は細かな部分にしかみられない。しかし当時流行の『スーパーカー』＝『ファストバック』というスタイルはミッドシップ車ではエンジンルームの換気に問題が多いため、エンジンフードを露出させて廃熱効率を高められるノッチバックスタイルとし、ファストバックのリアピラーを模した飛梁（フライング・バットレス）を加えるデザインを採用した。
この斬新なアイデアによりファストバックと同様のシルエットの維持と、エンジンルーム廃熱問題解決の両立に成功し、またボディにボーラと共通の部分が多いにもかかわらず、ボーラに比してスリークな印象を与え、後方視界の改善と同時に外観上のアクセントを得ることとなった。このデザインアイデンティティがメラクの特徴であり、マセラティの名車としてスタイリングで成功を収めたマセラティ・ギブリとともに並び語られることも多い。
2シーターのボーラとは異なり、2+2の4人乗りだが、後席は非常用の扱いで極めて狭い。メーターパネルはシトロエン・SMから流用され、エンジンはマセラティからシトロエン・SMに供給されていた、3.0L DOHC V6エンジン（190馬力/6,000rpm、26kgm/4,000rpm）を使用、ミッドシップに配置する。最高速度は245km/hを記録した。このエンジンは、後述の油圧ポンプを駆動するための、非常に長い補器シャフトを持つ。V8を積むボーラよりエンジンが短くなった分、メラクは後席用となるスペースをやや広げる事が可能になった。
シャシはスチール製モノコックと、マルチチューブラーフレームの組み合わせである。
前後ブレーキ、及びリトラクタブルヘッドライトの動作にはシトロエン独自の油圧システム『ハイドロニューマチック』を採用している。この油圧システムは当時としては非常に高度な機能を備えていたが、反面高い油圧を維持し続ける必要があるため、スーパーカーとしては致命的なエンジンのパワーロスが生じ、また配管の継ぎ目の多さから慢性的なオイル漏れは避けられない状態であった（システム全体では、多少の漏れは影響がない）。結果、メラクの信頼性はこの油圧システムを採用したことで当時の水準から見ても低いものとなった。
1975年、ジュネーヴ・モーターショーにおいて、パワーアップした『メラクSS』を発表。シトロエンとの関係を絶ったため、シトロエンとの部品共用も廃された。エンジンは3.0L V6をそのままに圧縮比を上げるなどの改良を施し、最高出力 220馬力/6,500rpm、最大トルク 28kgm/4,400rpmまで高められた。
1976年、トリノモーターショーにて『メラク2000GT』を発表する。これは新たな親会社となったデ・トマソの指導のもと、イタリア国内での排気量に関する税制上の優位性から、2.0L V6エンジン（170馬力/7,000rpm、18kgm/5,700rpm）を搭載したモデルである。2Lエンジンとは言え、最高速度は220km/hを誇った。
1983年、生産終了。総生産台数1,830台、生産期間12年という、マセラティとしてはA6、ビトゥルボに次ぐ長寿車であった。